# Championnat d'Équateur de football 2000
Navigation
Saison précédente Saison suivante

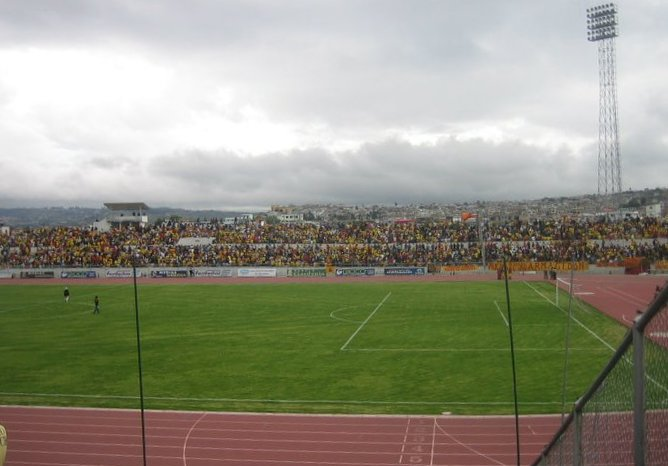
Championnat d'Équateur de football 2000

La saison 2000 du Championnat d'Équateur de football est la quarante-deuxième édition du championnat de première division en Équateur.
Dix équipes prennent part à la Série A, la première division. Le championnat est scindé en deux tournois, Ouverture et Clôture, qui détermine les qualifications pour la poule pour le titre (l'Hexagonal). Les deux tournois sont disputés sous la forme d'une poule unique, avec les trois premiers qualifiés pour l'Hexagonal. La relégation est déterminée par le classement cumulé des deux tournois.
Deux surprises viennent clore cette édition. Tout d'abord, c'est le Centro Deportivo Olmedo qui remporte la compétition après avoir terminé en tête de l'Hexagonal, avec trois points d'avance sur le Club Deportivo El Nacional et le Club Sport Emelec. C'est le tout premier titre de champion d'Équateur de l'histoire du club. Ensuite, l'autre sensation vient du bas du classement puisqu'après complètement manqué le tournoi Clôture, achevé à l'avant-dernière place, le double tenant du titre, le LDU Quito, termine à la 9e place au classement cumulé et doit descendre en Série B en fin de saison.

## Les clubs participants
| - Sociedad Deportiva Aucas - Barcelona Sporting Club - Deportivo Quito - Club Sport Emelec - Club Deportivo El Nacional | - Club Social y Deportivo Macara - LDU Quito - CDT Universitario - Promu de Série B - Centro Deportivo Olmedo - Club Deportivo Espoli |

## Compétition
Le barème de points utilisé pour déterminer les différents classements est le suivant :
- Victoire : 3 points
- Match nul : 1 point
- Défaite : 0 point

### Tournoi Ouverture

#### Classement
| Rang | Équipe                         | Pts | J  | G | N | P | Bp | Bc | Diff |
| ---- | ------------------------------ | --- | -- | - | - | - | -- | -- | ---- |
| 1    | Centro Deportivo Olmedo        | 30  | 18 | 8 | 6 | 4 | 18 | 14 | +4   |
| 2    | Sociedad Deportiva Aucas       | 29  | 18 | 8 | 5 | 5 | 20 | 17 | +3   |
| 3    | Club Deportivo El Nacional     | 27  | 18 | 7 | 6 | 5 | 34 | 26 | +8   |
| 4    | LDU Quito T                    | 27  | 18 | 7 | 6 | 5 | 30 | 23 | +7   |
| 5    | Club Social y Deportivo Macará | 25  | 18 | 6 | 7 | 5 | 25 | 25 | 0    |
| 6    | Club Sport Emelec              | 24  | 18 | 7 | 3 | 8 | 23 | 22 | +1   |
| 7    | Club Deportivo Espoli          | 24  | 18 | 6 | 6 | 6 | 19 | 20 | -1   |
| 8    | Deportivo Quito                | 20  | 18 | 4 | 8 | 6 | 24 | 24 | 0    |
| 9    | Barcelona Sporting Club        | 19  | 18 | 4 | 7 | 7 | 19 | 27 | -8   |
| 10   | CDT Universitario P            | 15  | 18 | 3 | 6 | 9 | 21 | 35 | -14  |

|  | Qualification pour l'Hexagonal           |
|  | T : Tenant du titre P : Promu de Série B |

- Les trois premiers reçoivent un bonus respectif de 3,2 et 1 point au démarrage de l'Hexagonal.

### Tournoi Clôture

#### Classement
| Rang | Équipe                         | Pts | J  | G  | N | P  | Bp | Bc | Diff |
| ---- | ------------------------------ | --- | -- | -- | - | -- | -- | -- | ---- |
| 1    | Club Sport Emelec              | 32  | 18 | 10 | 2 | 6  | 36 | 25 | +11  |
| 2    | Club Deportivo El Nacional     | 30  | 18 | 10 | 3 | 5  | 34 | 24 | +10  |
| 3    | Barcelona Sporting Club        | 29  | 18 | 8  | 5 | 5  | 25 | 17 | +8   |
| 4    | Club Deportivo Espoli          | 28  | 18 | 8  | 4 | 6  | 24 | 16 | +8   |
| 5    | Deportivo Quito                | 28  | 18 | 8  | 4 | 6  | 28 | 25 | +3   |
| 6    | Club Social y Deportivo Macará | 26  | 18 | 8  | 2 | 8  | 25 | 25 | 0    |
| 7    | Sociedad Deportiva Aucas       | 23  | 18 | 6  | 5 | 7  | 22 | 26 | -4   |
| 8    | Centro Deportivo Olmedo        | 22  | 18 | 6  | 4 | 8  | 15 | 21 | -6   |
| 9    | LDU Quito T                    | 20  | 18 | 5  | 5 | 8  | 20 | 24 | -4   |
| 10   | CDT Universitario P            | 11  | 18 | 3  | 2 | 13 | 21 | 47 | -26  |

|  | Qualification pour l'Hexagonal           |
|  | T : Tenant du titre P : Promu de Série B |

- Les trois premiers reçoivent un bonus respectif de 3,2 et 1 point au démarrage de l'Hexagonal.

### Classement cumulé
Un classement cumulé des résultats obtenus lors des deux tournois permet de déterminer les deux équipes reléguées à l'issue de la saison mais aussi de connaître le sixième qualifié pour l'Hexagonal, puisque le Club Deportivo El Nacional a terminé parmi les trois premiers lors des deux phases.
| Rang | Équipe                         | Pts | J  | G  | N  | P  | Bp | Bc | Diff |
| ---- | ------------------------------ | --- | -- | -- | -- | -- | -- | -- | ---- |
| 1    | Club Deportivo El Nacional     | 57  | 36 | 17 | 9  | 10 | 68 | 50 | +18  |
| 2    | Club Sport Emelec              | 56  | 36 | 17 | 5  | 14 | 59 | 47 | +12  |
| 3    | Club Deportivo Espoli          | 52  | 36 | 14 | 10 | 12 | 43 | 36 | +7   |
| 4    | Sociedad Deportiva Aucas       | 52  | 36 | 14 | 10 | 12 | 42 | 43 | -1   |
| 5    | Centro Deportivo Olmedo        | 52  | 36 | 14 | 10 | 12 | 33 | 35 | -2   |
| 6    | Club Social y Deportivo Macará | 51  | 36 | 14 | 9  | 13 | 50 | 50 | 0    |
| 7    | Deportivo Quito                | 48  | 36 | 12 | 12 | 12 | 52 | 49 | +3   |
| 8    | Barcelona Sporting Club        | 48  | 36 | 12 | 12 | 12 | 44 | 45 | -1   |
| 9    | LDU Quito T                    | 47  | 36 | 12 | 11 | 13 | 50 | 47 | +3   |
| 10   | CDT Universitario P            | 26  | 36 | 6  | 8  | 22 | 42 | 82 | -40  |

|  | Qualification assurée pour l'Hexagonal              |
|  | Qualification pour l'Hexagonal au classement cumulé |
|  | Relégation directe en Série B                       |
|  | T : Tenant du titre P : Promu de Série B            |

### Phase finale

#### Hexagonal
| Rang | Équipe                        | Pts | J  | G | N | P | Bp | Bc | Diff |
| ---- | ----------------------------- | --- | -- | - | - | - | -- | -- | ---- |
| 1    | Centro Deportivo Olmedo +3    | 23  | 10 | 6 | 2 | 2 | 15 | 9  | +6   |
| 2    | Club Deportivo El Nacional +3 | 20  | 10 | 5 | 2 | 3 | 15 | 11 | +4   |
| 3    | Club Sport Emelec +3          | 20  | 10 | 5 | 2 | 3 | 13 | 13 | 0    |
| 4    | Sociedad Deportiva Aucas +2   | 13  | 10 | 2 | 5 | 3 | 10 | 13 | -3   |
| 5    | Barcelona Sporting Club +1    | 12  | 10 | 3 | 2 | 5 | 14 | 13 | +1   |
| 6    | Club Deportivo Espoli         | 6   | 10 | 1 | 3 | 6 | 6  | 14 | -8   |

|  | Qualification pour la Copa Libertadores 2001 |

## Bilan de la saison
| Championnat d'Équateur de football 2000 |                                     |
| Champion                                | Centro Deportivo Olmedo (1er titre) |
| Qualifications continentales            |                                     |
| Copa Libertadores 2001                  | Centro Deportivo Olmedo             |
| Copa Libertadores 2001                  | Club Deportivo El Nacional          |
| Copa Libertadores 2001                  | Club Sport Emelec                   |
| Promotions et relégations               |                                     |
| Promus en Série A                       | LDU Portoviejo                      |
| Promus en Série A                       | Club Deportivo Delfin               |
| Relégués en Série B                     | LDU Quito                           |
| Relégués en Série B                     | CDT Universitario                   |